# Anacleto González Flores
José Anacleto González Flores (Tepatitlán de Morelos, 13 luglio 1888 – Guadalajara, 1º aprile 1927) fu giustiziato durante le guerre dei Cristeros, venendo dichiarato martire dalla Chiesa cattolica.
Fatto Servo di Dio il 22 giugno 2004 da papa Giovanni Paolo II, è stato beatificato da papa Benedetto XVI il 20 novembre 2005.

## Biografia
Secondo di dodici figli nati dalla famiglia povera di Valentín González Sanitiz e María Flores Navaho, Anacleto González Flores fu battezzato il giorno dopo la sua nascita. Un amico del sacerdote della famiglia riconobbe in lui una buona intelligenza e gli suggerì di entrare in seminario, in cui eccelse, tanto da guadagnarsi il soprannome di Maestro. In seguito capì però di non avere la vocazione e dopo aver svolto diversi lavori, iniziò a studiare legge alla Escuela Libre de Derecho a Guadalajara, diventando avvocato nel 1922.
Anacleto era molto religioso, apparteneva all'Ordine francescano secolare, ogni giorno assisteva alla Messa e svolgeva altri atti di carità come visitare i prigionieri ed insegnare il catechismo nelle parrocchie. Nel 1925 ricevette da papa Pio XI la Croce pro Ecclesia et Pontifice "in riconoscimento alla sua opera di evangelizzazione a favore dei più bisognosi ed in difesa della religiosità dei fedeli messicani". Flores fu anche un attivista cattolico: era fondatore e capo dell'"Associazione cattolica della gioventù messicana" e del giornale La Palabra, dal quale attaccava l'anticlericalismo del governo di Plutarco Elías Calles. Era anche il fondatore ed il presidente dell'"Unione Popolare", istituita per organizzare i cattolici nella resistenza alle persecuzioni contro la Chiesa.
Inizialmente Anacleto sostenne la resistenza passiva contro il governo, venendo definito il "Gandhi messicano". Nel 1926, tuttavia, avendo appreso dell'omicidio di quattro membri dell'associazione cattolica della gioventù messicana, entrò a far parte della "Lega nazionale per la difesa della libertà religiosa", sostenendo così la ribellione dei Cristeros. Anacleto non imbracciava le armi, ma faceva discorsi di incoraggiamento e scriveva opuscoli, nei quali sosteneva la causa dei Cristeros contro il governo anticlericale; dava anche sostegno economico, vitto, alloggio e vestiti a chi lo richiedeva.
Per cercare di reprimere la ribellione, il governo catturò diversi capi tra cui lo stesso Anacleto, che venne arrestato il 1º aprile ed accusato di aver commissionato l'assassinio di uno statunitense, Edgar Wilkens, nonostante il governo sapesse che ad ucciderlo era stato un ladro, Guadalupe Zuno. Ma Anacleto venne ugualmente torturato: lo attaccarono per i pollici e con il calcio di un fucile gli vennero spezzate le braccia e gli scuoiarono i piedi. Prima di morire disse al suo carceriere: «La perdono di cuore, presto ci rivedremo dinanzi al Tribunale Divino, lo stesso giudice che mi giudicherà, sarà il suo giudice, allora lei troverà, in me, un intercessore presso Dio». Subito dopo il carceriere ordinò ai suoi uomini di ucciderlo a colpi di baionetta.